# El Tarra
El Tarra é um município da Colômbia, localizado no departamento de Norte de Santander.